# Eilema caffrana
Eilema caffrana là một loài bướm đêm thuộc phân họ Arctiinae, họ Erebidae.